# Histoire comique de Francion
La Vraie Histoire comique de Francion est un roman, dont la première version est écrite par Charles Sorel en 1623 ; il constitue l’une des premières et des plus importantes histoires comiques et raconte les aventures amusantes de Francion, gentilhomme français à la recherche du grand amour. Elles permettent à Sorel de faire une satire assez vive de la société de son temps.

## Histoire du texte
Charles Sorel publie anonymement une première version du Francion en sept livres en 1623. Cette première version attendait cependant une suite dans la mesure où elle annonçait un mariage futur avec la belle Naïs. 
Cette suite est donnée en 1626 avec la seconde édition du Francion : l’œuvre compte alors onze livres. Sorel a ajouté trois nouveaux livres et divisé le cinquième en deux parties. Mais il a également retouché son texte initial en le purgeant des obscénités et de tout ce qui aurait pu contredire l’orthodoxie religieuse. Il ajoute par ailleurs des développements moraux qui ont visiblement pour but de faire passer ce texte pour l’œuvre d’un bien-pensant. C’est que 1623 a été marqué par le procès de Théophile de Viau, condamné au bûcher du fait de ses idées libertines. Sorel cherche donc probablement à se protéger. En effet, même si le roman est publié anonymement, Sorel et ses amis n’ont jamais été très discrets quant à son véritable auteur.
Enfin en 1633, une troisième version est donnée au public sous le titre la Vraye Histoire comique de Francion et sous le pseudonyme de Nicolas de Moulinet, sieur du Parc, gentilhomme lorrain. Cette dernière édition comporte douze livres et le mariage du héros est reporté du onzième au douzième livre. Cette dernière édition connaitra de très nombreuses rééditions, faisant du Francion l’une des œuvres les plus lues du XVIIe siècle.
Pendant longtemps, on n’a connu ce texte que dans sa dernière version. Mais le texte de 1623 fut retrouvé à la fin du XIXe siècle par l’érudit Émile Picot. Émile Roy donna ainsi en 1924-1931 une édition reproduisant l’état original de chaque partie du texte et toutes ses variantes. C’est également le parti pris de l’édition proposée par Antoine Adam en Pléiade, qui ne choisit cependant qu’une sélection des variantes les plus significatives. Ce montage de texte a été critiqué par Fausta Garavini qui propose dans son édition chez folio classique le texte de 1633 au motif que les autres éditions du XXe siècle présentent des textes hybrides jamais écrits par Sorel.

## Présentation de l’intrigue
L’Histoire comique de Francion raconte les aventures de son personnage éponyme. La narration est assez complexe parce qu’elle mène plusieurs niveaux de récits. Le récit premier raconte les aventures amoureuses de Francion qui cherche d’abord à s’attirer les faveurs de Laurette, femme de Valentin et ancienne prostituée. Après les avoir obtenues lors d’une fête organisée par Raymond, il se lance à la recherche de la belle Naïs du portrait de laquelle il est tombé amoureux. Les versions de 1626 et 1633 s’achèvent par le mariage de Francion et Naïs. Mais à ce premier récit s’ajoutent des histoires racontées par des personnages du roman, notamment la maquerelle Agathe dont le récit occupe un livre entier, et surtout l’histoire de Francion racontée par lui-même à diverses occasions. Le début du roman est ainsi en grande partie occupé par ces récits et nous permet de découvrir une partie de l’histoire du père de Francion et le récit de la jeunesse de Francion.
Cette structure d’ensemble se complexifie encore à travers diverses digressions et, surtout dans la version de 1633, de nombreuses interventions du narrateur. De ce fait, Sorel a souvent été critiqué pour avoir écrit un roman exubérant, manquant cruellement de cohérence et péjorativement qualifié de baroque. On peut cependant comprendre sa structure si on met en avant deux mouvements principaux : Francion part d’abord à la recherche de l’amour physique à travers le personnage de Laurette. Mais cette sorte d’amour le déçoit et il se rend compte que les plaisirs faciles sont finalement trompeurs. Il se tourne alors vers l’amour idéal en la personne de Naïs qu’il épousera finalement.

## Influences
Henri Coulet attribue trois influences principales à l’écriture du Francion. Il distingue d’abord l’influence du roman épique. Elle se fait sentir dans la structure du roman : début in medias res, multiplication de récits enchâssés. Certains éléments de l’intrigue rappellent également ce genre de roman : « quête de la bien-aimée, déloyauté criminelle d’un rival, malentendu entre les amants, emprisonnement, existence clandestine sous une fausse identité ». Selon Coulet, il ne faut pas voir de volonté parodique dans ces ressemblances mais la recherche d’une alliance entre haut romanesque et nouvelle matière romanesque. La seconde influence est celle du roman picaresque espagnol. Elle se retrouve dans les récits d’auberge, le rôle de l’errance et surtout la présence de personnages empruntés aux parties les plus marginales de la société : prostituées, voleurs. Mais Francion n’est pas un pícaro. Il est gentilhomme et, s’il doit parfois se préoccuper de sa survie immédiate, ses objectifs ne s’y limitent pas. Enfin, ce roman hérite de la tradition des conteurs français. Sa structure rappelle les recueils de contes joyeux et de devis publiés au XVIe siècle car elle enchaîne des histoires diverses et amusantes. Cependant le but de Sorel n’est pas simplement d’amuser. Il entend également faire œuvre de moraliste et réfléchir sur la nature humaine. En cela il s’inscrit dans la lignée de Rabelais.

## Réalisme et interrogations métaromanesques
On a souvent vu dans le Francion un roman réaliste. En effet, Sorel recherche une forme de vérité dans son écriture. Il déclare dans une de ses œuvres critiques que « les bons livres comiques font des tableaux naturels de la vie humaine ». Il ne s’agit donc pas tant d’être réaliste à la manière du XIXe siècle en faisant, comme Balzac, concurrence à l’état civil. Il s’agit simplement de poursuivre ce naturel tant recherché par le XVIIe siècle en écartant la matière idéaliste et mythique des romans héroïques au profit d’un matière proche de la vie des lecteurs. Henri Coulet reproche de ce fait à Sorel ses mauvaises qualités d’illusionniste : trop de détails, de nombreuses péripéties irréalistes etc. Cependant la critique actuelle a essentiellement mis de côté la question du réalisme qu’elle considère comme quelque peu anachronique.
Elle met par contre beaucoup en avant le rôle des interrogations métaromanesques dans les histoires comiques. À cet égard le Francion n’est pas l’œuvre la plus pertinente chez Sorel. Mais le caractère hybride de l’œuvre amène néanmoins à s’interroger sur la notion de roman. Par ailleurs Sorel joue beaucoup ici avec les styles et les langages. Le personnage du pédant Hortensius permet notamment de parodier le style des romans sentimentaux.

## Un roman comique et satirique

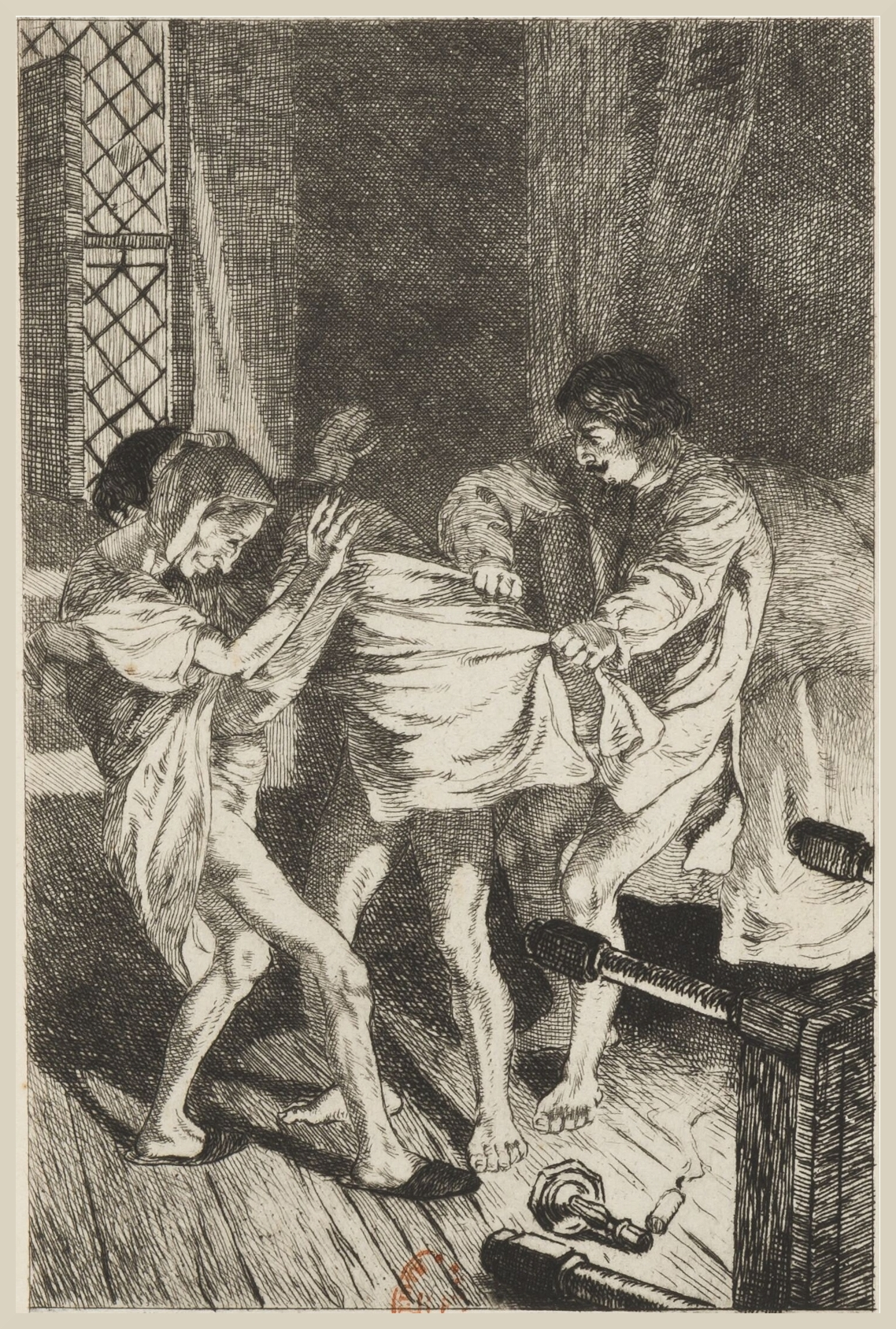
Illustration de Martin van Maele pour une édition de Francion de 1925.

Si le Francion est une histoire comique c’est avant tout, au sens du XVIIe siècle, par sa matière : il traite de personnages moyens ou bas et évoque leur vie quotidienne. Mais il s’agit également d’un roman qui cherche à faire rire. Ce rire repose parfois sur le burlesque à travers quelques pastiches de romans sentimentaux mais cet aspect n’est finalement qu’assez peu présent. Par contre de nombreux récits enchâssés fonctionnent comme des contes amusants débouchant sur une chute. Les locuteurs auteurs de ces récits cherchent à faire rire leurs interlocuteurs grâce à des effets proches de la farce.
Plus fondamentalement, le comique provient également de la satire que Sorel propose de la société. Cette dimension satirique s’inscrit dans la volonté didactique liée chez Sorel à l’écriture romanesque : il s'agit d’instruire le lecteur en l’amusant. Il doit voir ses propres défauts et ceux de sa société pour pouvoir ensuite lutter contre.
L’éducation occupe une place de choix dans la satire. Le collège est un passage obligé des romans satiriques. Il apparaît comme un monde clos où Francion subit un enseignement mécanique et sans intérêt centré sur la grammaire latine. Les élèves sont battus et souffrent de la faim au point que Francion ira jusqu’à voler pour se nourrir. Enfin, le professeur, pédant, est tourné en ridicule.
La justice est également fortement critiquée. Les jugements évoqués ne reposent jamais sur des raisons valables mais sur les intérêts que le juge a dans l’affaire. Les hommes de robe se montrent si âpres au gain que les plaignants en arrivent même à perdre en frais de justice la somme qu’ils se disputaient. Cette critique de ce qu’on appelle la « chicane » sera reprise notamment dans le Roman bourgeois d’Antoine Furetière.
Enfin, Sorel propose une certaine satire de la hiérarchie sociale. Il ne critique pas le fait qu’il existe une hiérarchie : Francion est très fier de ses origines nobles et de l’épée qu’il porte au côté. Mais il critique le fait que de nombreux hommes ne jouent pas correctement leur rôle social. Et il cherche à montrer que l’estime que l’on doit à quelqu’un n’est pas fonction de son élévation dans la société mais de la vertu qu’il met à exercer son rôle.

## Francion libertin?
On a beaucoup parlé du libertinage de L’Histoire comique de Francion, notamment du fait des relations libertines de son auteur au moment de la publication de la version de 1623. Antoine Adam considère que le personnage de Francion est inspiré par Théophile. Il se caractérise en effet par une générosité qui serait la marque des esprits libertins et la « compagnie des braves » qu’il fonde serait une transcription romanesque du cercle libertin qui gravite autour de Théophile. L’itinéraire de Francion montre une volonté de s’affranchir des contraintes. Il développe une pensée personnelle. En matière de morale amoureuse, il défend ainsi des positions qui ne correspondent ni à la morale traditionnelle, qui refoule les plaisirs du corps, ni à l’épicurisme caricatural qu’on associera à l’image du libertin. La volonté de jouir sans entrave au non d’une supériorité absolue du plaisir est en effet incarnée dans l’œuvre par le personnage de Raymond. Francion, quant à lui, défend un plaisir plus mesuré qui répond à une définition plus authentique de l’épicurisme. De ce fait, l’évolution du personnage et de l’œuvre ne doit pas nécessairement être lue simplement comme l’effet des peurs de Sorel quant à la censure, mais également comme l’effet d’une véritable réflexion sur la morale et le plaisir.

### Éditions du texte
- La Vraie Histoire comique de Francion, préface et notes Émile Colombey, Adolphe Delahays, 1858.
- Édition d’Antoine Adam en Pléiade dans le volume Romanciers du XVIIe siècle, Gallimard, 1958.
- Histoire comique de Francion, édition d'Yves Giraud, GF, 1979.
- Histoire comique de Francion, édition de Fausta Garavini chez Folio classique, 1996.

### Études critiques
- Henri Coulet, Le Roman jusqu’à la Révolution, Armand Colin/HER, 1967, repris par Armand Colin/VUEF en 2000.  (ISBN 2-200-25117-3).
- Patrick Dandrey, Parcours critique consacré à L’Histoire comique de Francion, Klincksieck, 2000,  (ISBN 2-252-03278-2).Il s’agit en fait d’un bibliographie commentée et d’un recueil d’articles choisis.
- Michèle Rosellini et Geneviève Salvan, Le Francion de Charles Sorel, éditions Atlande, Neuilly, 2000,  (ISBN 2-912232-19-8).
- Jean Serroy, Roman et réalité, les histoires comiques au XVIIe siècle, Caen, Minard, 1981.
- Donato Sperduto, « Charles Sorel et le songe de Francion » dans Lendemains - Études comparées sur la France, tome 35, n. 137, 2010, p.  76-89.
- Jeanne Goldin, « Topos et fonctionnement narratif : la maquerelle dans ‘‘l’histoire comique’’ de Francion », Études françaises, volume 13, numéro 1-2, avril 1977, p. 89-117 (lire en ligne).
- Martine Alet, Le Monde de Charles Sorel, Paris, Honoré Champion, 2014,  (ISBN 9782745325945).